# أليس ديبلجاك
أليس ديبلجاك (بالإيطالية: Aleš Debeljak) (و. 1961 – 2016 م) هو اجتماعي، وكاتب، وناقد أدبي من سلوفينيا . ولد في ليوبليانا .

## التعليم
تعلم في جامعة سيراكيوز، وUniversity of Ljubljana

## مناصب وهيئات
أدار University of Ljubljana، وجامعة كاليفورنيا، بركلي.

## جوائز
حصل على جوائز منها:
- Jenko Award (1989).